# Iván Parra Pinto
Iván Ramiro Parra Pinto (Sogamoso, departament de Boyacá, 15 d'octubre de 1975) és un ciclista colombià, professional des del 1998. Els seus germans Fabio i Humberto també foren ciclistes professionals.
Del seu palmarès destaquen dues victòries d'etapa del Giro d'Itàlia de 2005.
El 5 de febrer de 2016 es va fer públic que havia donat positiu en un control antidopatge per GHRP-2 i substàncies metabòliques en un control sorpresa realitzat durant la disputa del Clásico RCN de 2015.

## Palmarès
- 1995
  - 1r a la Volta a Colòmbia sub-23
- 1997
  - Campió panamericà sub-23 en contrarellotge
  - 1r a la Volta a Colòmbia sub-23
  - 1r a la Clàssica del Meta
  - 1r a la Volta al Casanare
- 1998
  - 1r a la Volta a la Vall del Cauca i vencedor d'una etapa
- 2000
  - Vencedor d'una etapa de la Volta a Galícia
- 2004
  - Vencedor d'una etapa de la Volta Nacional del Oriente Antioqueño
- 2005
  -  Campió de Colòmbia en contrarellotge
  - Vencedor de 2 etapes del Giro d'Itàlia

### Resultats al Tour de França
- 2006. 43è de la classificació general.
- 2007. Abandona.

### Resultats al Giro d'Itàlia
- 1999. Abandona
- 2005. 20è de la classificació general. Vencedor de 2 etapes.
- 2006. 16è de la classificació general.
- 2007. 13è de la classificació general.

### Resultats a la Volta a Espanya
- 1999. 9è de la classificació general
- 2004. 34è de la classificació general